# 「七色の落書き」
『「七色の落書き」』（なないろのらくがき）は、Aqua Timezの2枚目のミニ・アルバム。2006年4月5日にEpic Records Japanから発売された。

## 解説
前作『空いっぱいに奏でる祈り』より約8ヶ月ぶりのミニアルバムであり、Aqua Timezのメジャーデビュー作。
リリース直前、結成以来ドラムを担当していたアビコが脱退し、4人編成となった。
オリコンチャートで最高5位を獲得。

## 収録曲
- 全作詞・作曲（2,4,6,8）：太志
- 作曲：太志・大介(1)mayuko(3,7)太志・OKP-STAR・大介(5)
- 全編曲：Aqua Timez

1. シャボン玉Days [5:13]
本作のリード・トラック。
アマチュア時のライブでもかなりの頻度で演奏され、メンバーとして、アマチュア時代の1stシングル『いつもいっしょ』に続く2ndシングルにする予定であった。2015年に10万ダウンロードを達成。日本レコード協会により、2015年3月度のシングルトラック部門でゴールド認定された[2]。
2. 自転車 [4:24]
ライブ定番曲であり、サビでタオルを振り回すのが慣例となっている。
3. 未成年 [1:22]
ポエトリーリーディング。
4. ひとつだけ [4:12]
5. Mr.ロードランナー [3:46]
4thシングル『ALONES』にリミックス版が収録されている。
6. 夜の果て [4:08]
アマチュア時の1stミニ・アルバム『悲しみの果てに灯る光』3曲目収録曲。
7. words of silence [1:28]
ポエトリーリーディング。
8. 静かな恋の物語 [5:18]
アマチュア時の1stミニ・アルバム『悲しみの果てに灯る光』6曲目収録曲。